# سد یانتان
سد یانتان (به لاتین: Yantan Dam) یک سد وزنی و نیروگاه برقابی در چین است که در Dahua Yao Autonomous County, Guangxi واقع شده‌است.